# Marius Adrianus Brandts Buys jr.
Marius Adrianus Brandts Buys jr. (Zutphen, 29 november 1874 - Velp, 21 juli 1944) was een Nederlandse componist en dirigent. Hij was de zoon van Marius Adrianus sr. en Susanna Catharina Quanjer. Hij groeide op in een bij uitstek muzikale familie van organisten, dirigenten en componisten. In het huis van zijn vader aan de Zaadmarkt in Zutphen kreeg hij, net als zijn broer Jan, de muziek met de paplepel ingegoten. Jan zou later zelfs vanuit Frankfurt via brieven Marius van tips met betrekking tot muziek voorzien.
Marius jr. trad in de voetsporen van zijn vader, grootvader en overgrootvader als beiaardier op de Zutphense Wijnhuistoren. Ook als organist liet hij van zich horen. Maar Marius staat voornamelijk bekend als dirigent. Marius jr. werd onder meer dirigent van de Tielsche Zangvereeniging, een koor in Dieren, koren in Brummen en Lochem en een vrouwenkoor in Warnsveld. In 1906 benoemde de Christelijke Zangvereniging Halleluja uit Arnhem hem tot haar directeur. In 1909 volgde Kunst na Arbeid, dat later, na een fusie, is voortgezet als Arnhemsch Mannenkoor. Ook was hij leraar aan de zangschool te Tiel en de muziekschool te Zutphen. Het was in Tiel dat hij de later bekende alt-zangeres Theodora Versteegh ontdekte, alsmede haar zus, Henriëtte Mathilda, met wie hij op 14 juli 1904 trouwde. Het bekendst werd hij echter als dirigent van het Arnhemsche Toonkunstkoor, dat hij meer dan 25 jaar lang zou leiden.
Marius Adrianus bracht een aantal composities uit waarvan Die Löwenbraut, Goudmuiltje, Als de kind'ren slapen en De Boschduiveltjes de bekendste zijn. Ook schreef hij het boek Muzikale Vormleer dat werd voorzien van tekeningen door zijn zoon Ludwig (Loek).
Brandts Buys weigerde in 1941 als bestuurslid van de Arnhemse Orkest Vereniging als een van de weinigen de Ariërverklaring te ondertekenen, waarop het departement van Onderwijs, Kunsten en Wetenschappen zijn ontslag eiste.
Het gezin van Marius Adrianus jr. en Henriëtte Mathilda Versteegh werd uitgebreid met drie zoons. De oudste zoon Hans zou in zijn vaders voetsporen treden als dirigent en Bach-kenner. Ook Ludwig zou enige bekendheid krijgen, echter als architect en tekenaar, in plaats van musicus.